# Tunnel Hill
Tunnel Hill es una ciudad ubicada en el condado de Whitfield en el estado estadounidense de Georgia. En el año 2000 tenía una población de 1.209 habitantes.

## Geografía
Tunnel Hill se encuentra ubicada en las coordenadas 34°50′45″N 85°2′35″O / 34.84583, -85.04306 (34.845934, -85.042955).
Según la Oficina del Censo, la localidad tiene un área total de 3,9 km² (1,5 mi²), de la cual 3,9 km² (1,5 mi²) es tierra y 0 km² (0 mi²) (0.00%) es agua.

## Demografía
Según la Oficina del Censo en 2000 los ingresos medios por hogar en la localidad eran de $43,438, y los ingresos medios por familia eran $49,531. Los hombres tenían unos ingresos medios de $31,974 frente a los $25,078 para las mujeres. La renta per cápita para la localidad era de $21,382. 